# Крабозаводське
Крабозаводське (рос. Крабозаводское) — село у Южно-Курильському міському окрузі Сахалінської області Російської Федерації.
Населення становить 947 осіб (2013).

## Історія
З 1905 по 3 вересня 1945 року у складі губернаторства Карафуто Японії, відтак у складі Южно-Курильського міського округу Сахалінської області.

## Населення
| 2002 | 2010 |
| ---- | ---- |
| 1015 | ↘947 |